# Aeroportul Notodden
Aeroportul Notodden (IATA: NTB, ICAO: ENNO) este un aeroport din Comuna Notodden, Telemark, Norvegia ce deservește zona Comuna Notodden. Aeroportul a fost tranzitat în decembrie 2018 de 80 de pasageri. A fost numit după zona deservită.
Situat la o altitudine de 19 m, aeroportul dispune de 1 pistă.

## Infrastructură

### Piste
Aeroportul dispune de o singură pistă. Pista 12/30 are suprafața de asfalt. 